# Sezemická kotlina
Sezemická kotlina je geomorfologický okrsek ve východní části Pardubické kotliny, ležící v okrese Pardubice v Pardubickém kraji. Nejvyšším bodem Sezemické kotliny je bezejmenná kóta (245 m n. m.).

## Poloha a sídla

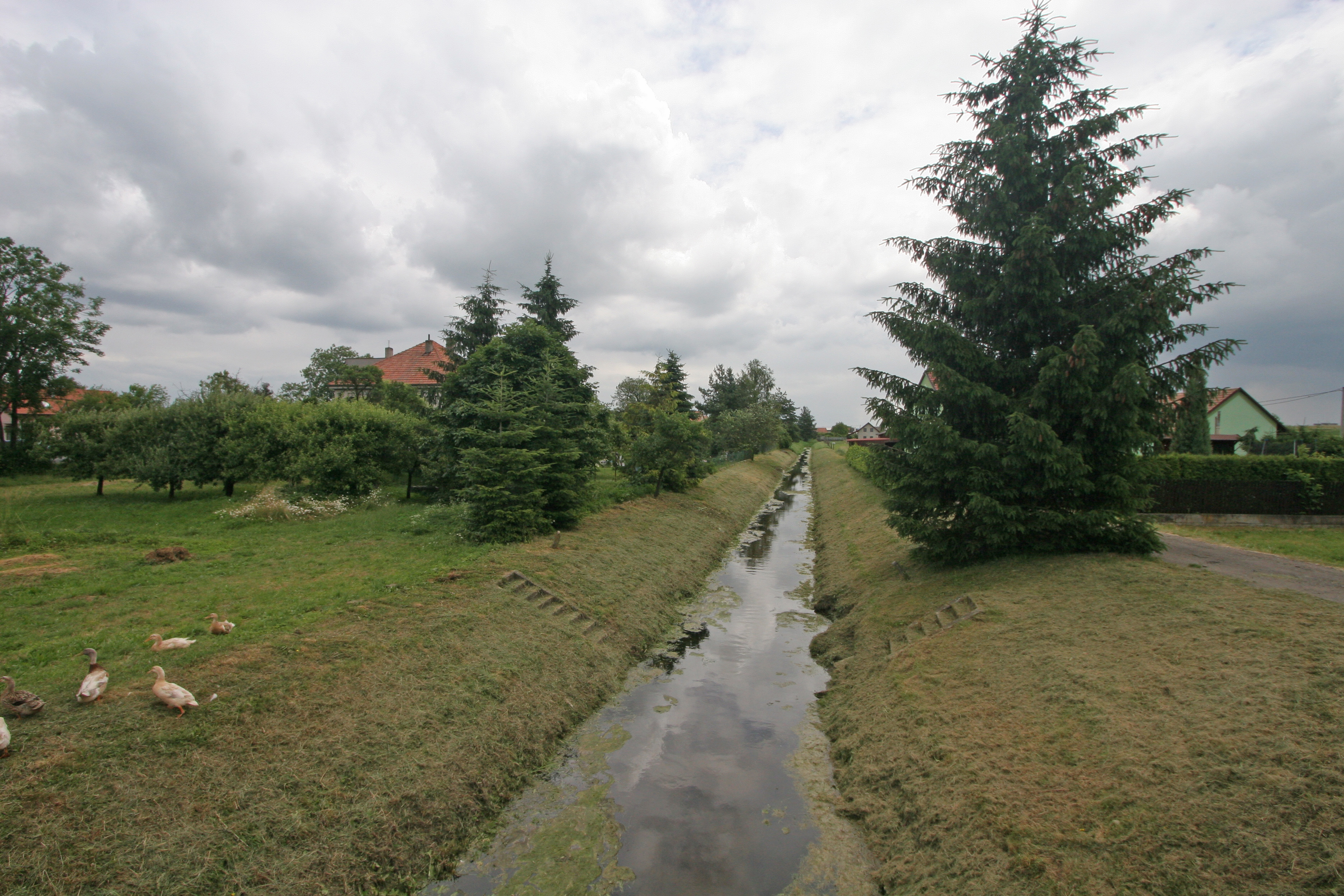
Ředický potok v Dolních Ředicích

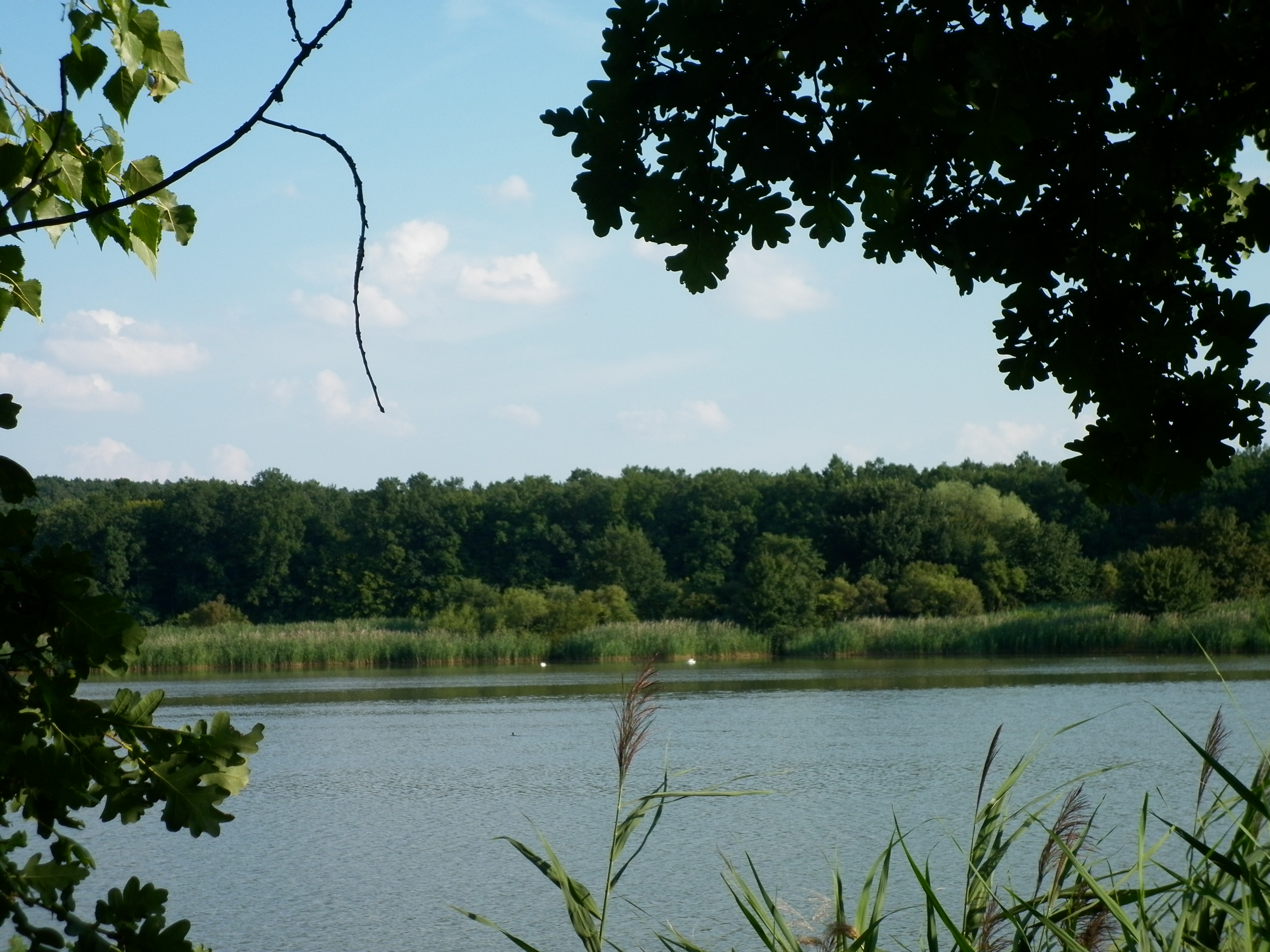
Rybník Šmatlán v PR Žernov

Území okrsku se nachází zhruba mezi sídly Újezd u Sezemic (na severu), Chvojenec (na severovýchodě), Dolní Ředice (na jihovýchodě), Sezemice (na jihu) a nivou Labe (na západě). Uvnitř okrsku leží obce Rokytno, Dříteč a Choteč, částečně obec Dolní Ředice a pouze malou částí titulní město Sezemice.

## Geomorfologické členění
Okrsek Sezemická kotlina (dle značení Jaromíra Demka VIC–1C–7) náleží do celku Východolabská tabule a podcelku Pardubická kotlina.
Podrobnější členění Balatky a Kalvody uvádí Sezemickou kotlinu pouze jako podokrsek okrsku Kunětická kotlina. Dále uvádí pouze čtyři jiné okrsky Pardubické kotliny (Královéhradecká kotlina, Přeloučská kotlina, Dašická kotlina a Holická tabule).
Kotlina sousedí s dvěma okrsky Východolabské tabule, které ji ze všech stran uzavírají: Východolabská niva ze západu a Holická tabule z ostatních stran.